# أ. جي. غاستون
أ. جي. غاستون (بالإنجليزية: Arthur George Gaston)‏ هو شخصية أعمال أمريكي، ولد في 4 يوليو 1892، وتوفي في 19 يناير 1996.